# North Stoke, West Sussex
North Stoke är en by i civil parish Amberley, i distriktet Horsham, i grevskapet West Sussex i England. Byn är belägen 16 km från Chichester. North Stoke var en civil parish fram till 1933 när blev den en del av Amberley. Civil parish hade 70 invånare år 1931. Byn nämndes i Domedagsboken (Domesday Book) år 1086, och kallades då Stoches.